# درية عاشور
درية عاشور (مواليد 1 مارس 1991) هي ممثلة ومخرجة سينمائية تونسية فرنسية.

## بدايتها
عاشور هي ابنة المخرج والممثل التونسي لطفي عاشور، وأمها كاتبة مسرحية روسية، شقيقها الأكبر كاتب مسرحي أيضا ولديها أخ أصغر. نشأت درية في الدائرة الثانية عشرة في باريس في جو يعتبر «بيئة فنية، لكنها ليست بورجوازية». عندما كانت طفلة، كانت ترافق والديها أثناء التدريبات وأثناء أدائهم.

## مشوارها
في عام 2002، مثلت عاشور دور ابنة سيرجي لوبيز في فيلم «النساء... أو الأطفال أولاً...»، من إخراج مانويل بوارير، حيث ساعدتها والدتها في العثور على الدور حين رصدت إعلانًا في جريدة ليبراسيون. وبعد دورها الأول أخذت درية دروسًا في التمثيل لمدة عام في المسرح. لعبت عدة أدوار ثانوية في عدد قليل من الأفلام، مثل «العدو الطبيعي» و«المدرسة للجميع». وللتركيز على دراستها أوقفت عاشور مسيرتها السينمائية لعدة سنوات. نالت عاشور شهادة في الأدب من جامعة السوربون في باريس، ثم حصلت على درجة الماجستير في السينما من جامعة باريس ديدرو.
في عام 2012، لعبت عاشور دور الشابة ياسمين في فيلم «الفتاة العامة»، واستلهمت شخصيتها من بداية حياة شايان كارون. وفي عام 2013 أخرجت عاشور فيلمها القصير الأول «دعني انتهي»، حول موضوع الحياة في تونس بعد الربيع العربي عندما سيطر الإسلاميون. تم عرضه في عدة مهرجانات وحصل على جائزة الجمهور في مسابقة الأفلام القصيرة صنع في المتوسط في يونيو 2014. لفت أدائها في الفتاة العامة انتباه المخرجة سيلفي أوهايون، التي اختارت الممثلة الشابة بدور ستيفاني في فيلم بابا لم يكن حجر رولينج لعام 2014. في عام 2016، لعبت عاشور دور البطولة في أول فيلم عربي لها بعنوان أمل محترق .  أخرجت الفيلم القصير الباقي هو عمل الإنسان ، الذي فاز بجائزة لجنة التحكيم في مهرجان صندانس السينمائي 2017. لعبت دور ليلى، الابنة المفقودة، في فيلم نيدرة عيادي 2018 ابنتي.
درية ملحدة، وهي من محبي أدب العصور الوسطى.